# Cats & Dogs: The Revenge of Kitty Galore
Cats & Dogs: The Revenge of Kitty Galore também conhecido como Cats & Dogs 2 (no Brasil Como Cães e Gatos 2: A Vingança de Kitty Galore; em Portugal Cães e Gatos: A Vingança de Kitty Galore) é um filme norte-americano dos gêneros comédia e animação do ano de 2010.
Tobey Maguire, Alec Baldwin e Jon Lovitz não voltaram a dublar os personagens Lou, Butch e Calico presentes no primeiro filme; com isso, Neil Patrick Harris, Nick Nolte e Wallace Shawn dublam Lou, Butch e Calico, respectivamente.
O filme recebeu uma indicação ao Framboesa de Ouro.
Foi lançado em 30 de Julho de 2010 em 2D e RealD 3D. Antes do filme foi exibido um curta também em 3D dos pesonagens Papa-Léguas e Coiote intitulado "Coyote Falls".

## Sinopse
Kitty Galore, uma gata da raça Sphynx que foi uma ex-colaboradora da organização MEOWS de espiões felinos, está louca e cria um plano maligno para derrotar de vez seus inimigos caninos e derrubar seus ex-companheiros de espionagem, transformando a Terra em sua própria bola de estimação ambulante. Diante dessa ameaça sem precedentes, cães e gatos serão obrigados a unir forças pela primeira vez na história em uma aliança que poderá salvar suas vidas e as vidas dos seres humanos.

## Elenco

### Personagens animados
- James Marsden ... Diggs
- Nick Nolte ... Butch
- Christina Applegate ... Catherine
- Katt Williams ... Seamus
- Bette Midler ... Kitty Galore
- Neil Patrick Harris ... Lou
- Sean Hayes ... Mr. Tinkles
- Joe Pantoliano ... Peek
- Roger Moore ... Tab Lazenby
- Michael Clarke Duncan ... Sam
- Wallace Shawn ... Calico
- J.K. Simmons ... Gruff K-9
- Elizabeth Daily ... Scrumptious, Patches, Catherine's Niece
- Phil LaMarr ... Paws, Cat Spy Analyst
- Carlos Alazraqui ... Cat Gunner, Gato Analista
- Michael Beattie ... Angus MacDougall
- Jeff Bennett ... Duncan MacDougall
- Bonnie Cahoon ... Cão PA
- Grey DeLisle ... Bulldog de segurança, Catherine's Niece
- Roger L. Jackson ... Gado gordo
- Bumper Robinson ... Cool Cat, Dog Killa, Gato Analista, Slim
- André Sogliuzzo ... Snobby K-9
- Karen Strassman ... Poodle Francês (não creditado)
- Rick D. Wasserman ... Rocky

### Personagens reais
- Chris O'Donnell ... Shane
- Jack McBrayer ... Chuck
- Fred Armisen ... Friedrich
- Paul Rodriguez ... Crazy Carlito
- Kiernan Shipka ... Menina

## Recepção
O Metacritic, que usa uma média ponderada, atribuiu ao filme uma pontuação de 30 em 100, baseado em 22 críticos, indicando críticas "geralmente desfavoráveis".

## Trilha sonora
Music From Cats & Dogs: The Revenge of Kitty Galore é a trilha sonora original do filme. Ela foi lançada em Julho de 2010 pela gravadora WaterTower Music. Entre os intérpretes estão Sean Kingston e Ziggy Marley.

### Faixas
1. Get The Party Started (Dame Shirley Bassey) -  3:59
2. Why Can't We Be Friends (Sean Kingston e Jasmine Villegas) - 4:19
3. Bad To The Bone (George Thorogood) - 4:50
4. Eye Of The Tiger (Spectacular! Cast) 3:32
5. Born To Be Wild (Alana D) - 3:01
6. Friend (Ziggy Marley) - 2:53
7. Magic Carpet Ride (Ksm) - 2:57
8. Atomic Dog (The DeeKompressors) - 2:08
9. Get Together (The Youngbloods) - 4:37
10. Concerto For Claws And Orchestra (Christopher Lennertz) - 2:40[4]

## Video game
Um videogame, desenvolvido pela 505 Games, foi lançado em 20 de Julho de 2010 para Nintendo DS. O jogo foi intitulado de "Cats and Dogs: The Revenge of Kitty Galore". O jogo ainda não teve sua classificação etaria liberada.